# Jules Grand

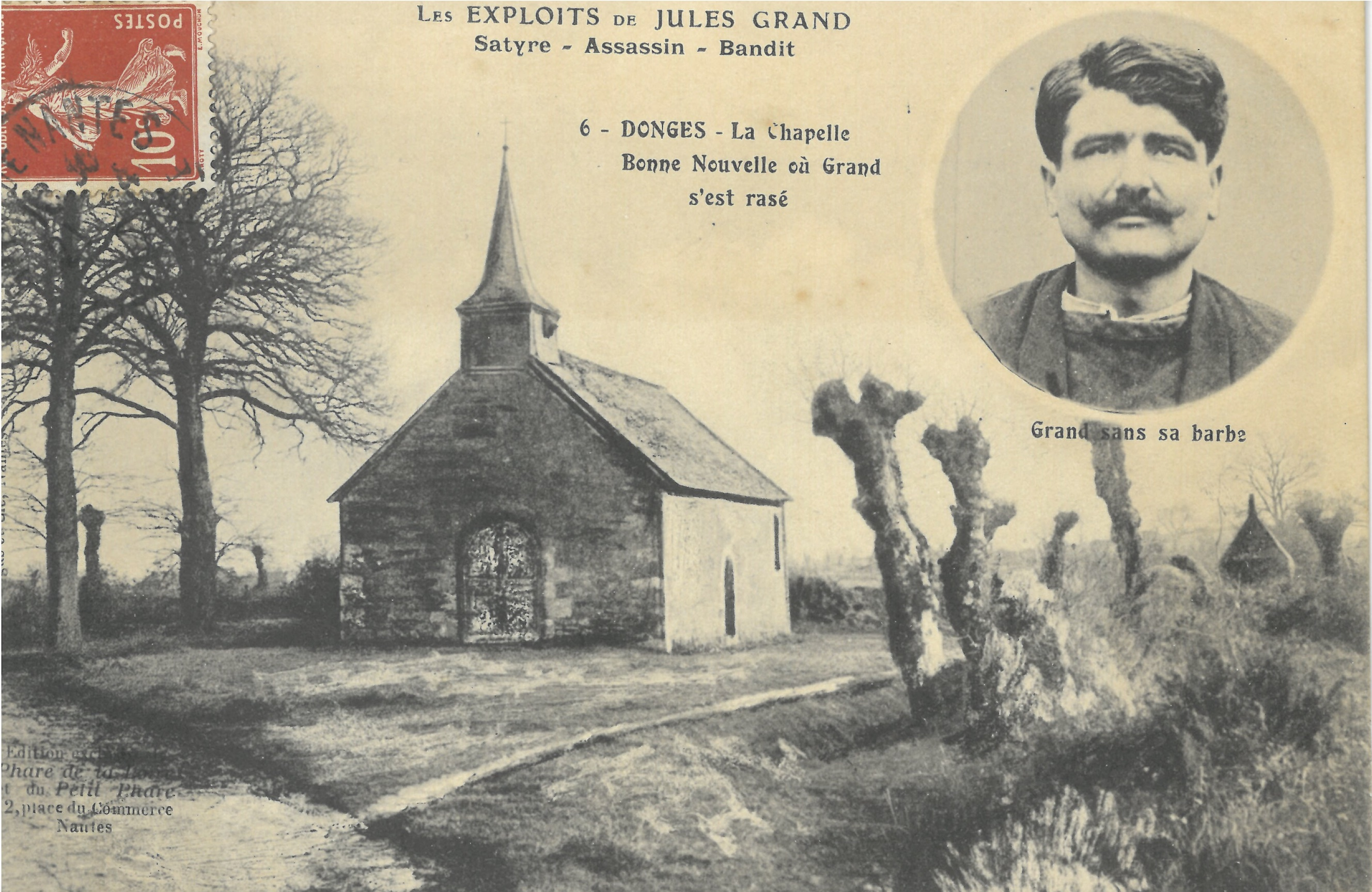
Carte postale de 1910 représentant la chapelle de Bonne-Nouvelle de Donges, et à droite la fontaine Saint-Clair. Carte extraite d'une série consacrée au criminel Jules Grand.

Jules-Clément Grand ou Le satyre du Pouliguen, est un criminel célèbre du début du XXe siècle qui a sévi dans le sud et l'ouest de la France. Fils de petits commerçants honorables de Grasse, il est né le 9 juin 1885 à Port-de-Bouc dans le département des Bouches-du-Rhône. Il a été deux fois condamné à mort pour assassinats, tentatives d’assassinat et viols, pour des crimes commis dans les Alpes-Maritimes et en Loire-Inférieure. Après une cavale de plus d’un an, il est arrêté par le garde champêtre Pierre Chaigneau en Vendée et guillotiné à Nantes le 25 mars 1911,.

## Crimes dans le sud de la France
À dix-sept ans, il est condamné à 8 mois de prison avec sursis par le tribunal d’Aix-en-Provence pour avoir légèrement blessé un camarade à coups de revolver. Cela le conduit à être incorporé, en 1906, dans le 23e bataillon des chasseurs alpins, un corps semi-disciplinaire. En juin 1908, pour entretenir sa maîtresse, il cambriole la cantine du régiment. Démasqué par le caporal Ferminier, il tue ce dernier d’un coup de fusil pour s’enfuir. Arrêté par les gendarmes, Jules Grand est traduit en Conseil de guerre. Simulant la folie, il s’échappe de l’hôpital militaire où il est examiné. Dans sa fuite, le 4 octobre 1908, il s’arrête dans un café de Peymeinade où il vole la caisse après avoir poignardé Valentine Giraud, une jeune employée qui échappe à la mort. Il poursuit sa cavale vers Marseille, Martigues et Bordeaux. Le 24 mai 1909, pour ces crimes d’assassinat, tentative d’assassinat et vol, le Conseil de guerre de Marseille condamne, par contumace, Jules Grand à la peine de mort.

## Crimes dans l’Ouest de la France
Après quelques vols à Bordeaux, il part pour Saintes afin d’assister à l’exécution de Camille Favre le 6 novembre 1909 : la guillotine le fascine. Il continue sa remontée vers le nord jusqu’au Pouliguen où il squatte plusieurs villas désertées pendant l’hiver. Il vit de vols. Le 27 décembre 1909, il viole et assassine une jeune bergère de 15 ans, Clémentine Fouché, près de Ker Elvé au Pouliguen,. Une chasse à l’homme s’organise. On recherche un dénommé Giuseppe Enrici, en raison de papiers volés et abandonnés par Jules Grand dans une des villas qu’il avait occupées. Lors de sa fuite, Jules Grand commet plusieurs cambriolages, notamment dans des villas et châteaux. Le 4 janvier 1910, à Savenay, il agresse et viole Marie Fresneau, une jeune institutrice de 27 ans, puis lui dérobe ses économies,. Il est aperçu par un témoin le 6 janvier 1910 dans la chapelle de Bonne-Nouvelle de Donges. Dans sa fuite, il commet encore deux tentatives d’assassinat sur les personnes de Jean Letort, un jardinier qu’il blesse d’un coup de fusil le 8 janvier à Temple-de-Bretagne, et le 9 janvier à Orvault, sur le fermier Louis Jarnoux sur lequel il tire sans le blesser.

## Arrestation, jugement et exécution
Jules Grand continue sa fuite vers la Vendée, où il est arrêté par le garde champêtre Pierre Chaigneau dans une auberge de La Garnache le 14 janvier 1910,. Lors de l’instruction, Grand clame son innocence et va décliner plusieurs identités : Mazan, puis Meffret. Il sera confondu par le service anthropométrique. Dès que son identité est confirmée, il se réfugie dans le mutisme et essaie de se faire passer pour fou. Il est reconduit dans le sud de la France pour être jugé par la cour d’assises de Nice pour la tentative de meurtre sur Valentine Giraud. Ce tribunal le condamne pour ce crime, le 4 août 1910, aux travaux forcés à perpétuité. Après les verdicts de Marseille (le condamnant à mort en 1909) et de Nice, Grand est ramené sur Nantes pour y être jugé pour l’assassinat de Clémentine Fouché, le viol de Marie Fresneau, les tentatives d’assassinat sur Letort et Jarnoux et différents vols. Il est condamné à mort le 18 décembre 1910 par la cour d’assises de Nantes, et exécuté sur la place du palais de justice de cette ville le 25 mars 1911,. On prête à son exécuteur, Anatole Deibler, le mot suivant : « il est moins Grand mort que vivant ».

## Réactions de la population
La longue traque de Jules Grand et les nombreux méfaits qu’il commit durant sa cavale, ont traumatisé les populations de Loire-Inférieure, mais aussi du Morbihan et de Vendée. Les journalistes ont parlé de populations terrorisées. Ce qui explique que le souvenir de Grand est toujours présent dans la région cent ans après les faits,. D’autant plus qu’une série de 10 cartes postales, éditées par le journal Le phare de la Loire, relatant « Les exploits de Jules Grand, Satyre – Assassin – Bandit », fut largement diffusée,.

### Livres
- Serge Janouin-Benanti, 13 crimes en Loire-Atlantique, L’àpart éditions, 2012, pages 7 à 70.
- Christophe Belser et Dominique Bloyet, Loire-Atlantique, Grandes affaires criminelles, De Borée, 2008, 336 p.

### Articles
- Georges Javel, Il y a 100 ans, la Presqu’île avait peur…, Histoire et Patrimoine, n° 77, juillet 2012, pages 45 à 56.
- Nicolas Demollien, Surnommé « Le satyre du Pouliguen », il terrorisait la Presqu’île, L’écho de la presqu’île, 22 mai 2009, pages 1 et 3.
- Erwan Le Gall, Un Grand condamné, En Envor, 2013 (lire en ligne).
- Stéphane Pajot, Jules Grand, assassin en 1909, Presse-Océan, Nantes-Maville, 19 avril 2009, (lire en ligne).